# Żydowo (Września)
Pour les articles homonymes, voir Żydowo.
Żydowo (prononciation : [ʐɨˈdɔvɔ]) est un village polonais de la gmina de Kołaczkowo dans le powiat de Września de la voïvodie de Grande-Pologne dans le centre-ouest de la Pologne.
Il se situe à environ 2 kilomètres au nord de Kołaczkowo (siège de la gmina), à 13 kilomètres au sud-est de Września (siège du powiat) et à 54 kilomètres à l'est de Poznań (capitale régionale).

## Histoire
De 1975 à 1998, le village faisait partie du territoire de la voïvodie de Poznań.

Depuis 1999, Żydowo est situé dans la voïvodie de Grande-Pologne.